# تیم ملی والیبال نشسته زنان ایران

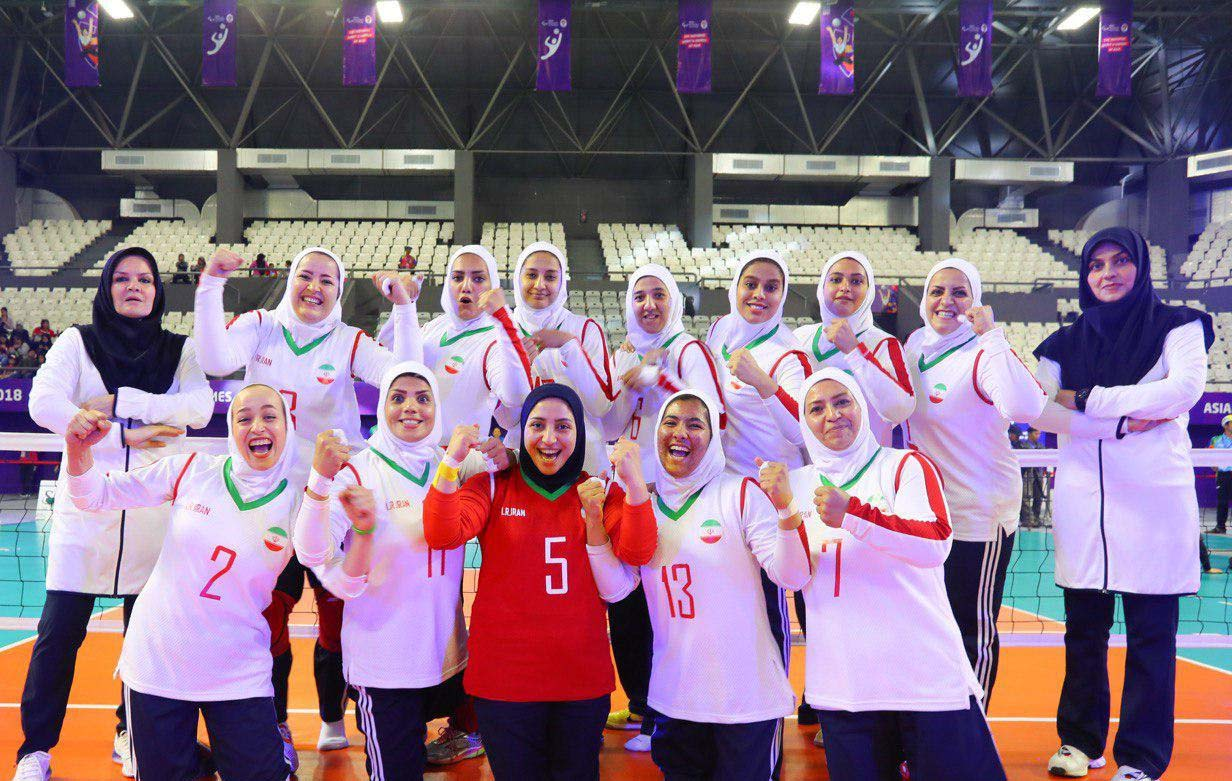
تیم ملی والیبال نشسته زنان ایران

تیم ملی والیبال نشسته زنان ایران نماینده والیبال نشسته زنان کشور ایران در مسابقات بین‌المللی است که زیر نظر فدراسیون ورزش‌های جانبازان و معلولین فعالیت می‌کند و اولین بار در سال ۲۰۰۰ میلادی شکل گرفت و در مسابقات جهانی هلند شرکت کرد.

## تاریخچه
اگرچه والیبال نشسته ایران در بخش مردان سالهای زیادی است که در میادین مختلف جهانی و پارالمپیک می‌درخشد، این رشته در بانوان با سابقه کمتر فعالیت و به همان اندازه تجربه اندک در میادین جهانی و بین‌المللی، در تلاش است تا به جایگاهی که شایستگی آن را دارد، دست یابد. این رشته به صورت رسمی فعالیت‌های خود را از سال ۱۳۷۵ آغاز کرد و مسابقات آن در سطح باشگاهی از سال ۱۳۸۰ شروع شد. لیلی توکلی، نایب رئیس انجن والیبال معلولان، در این خصوص می‌گوید: مسابقات لیگ در اولین گام باحضور سه تیم آغاز شد و اکنون در سیزدهمین دوره برگزاری (۱۳۹۴) آن با حداقل ۱۲ تیم، رقابتها را برگزار می‌کنیم. البته اگر مسابقات در سطح قهرمانی کشور برگزار شود این تعداد به ۲۱ تیم هم خواهد رسید. وی افزود: آغاز همکاری من با انجمن والیبال معلولان به سال ۱۳۸۱ برمی گردد و خوشبختانه توانستیم در این سالها استان‌هایی که در زمینه والیبال نشسته فعالیتی نداشتند را به حرکت واداریم و اکنون نمایندگان ملی پوش ما از ۱۰ استان در قالب تیم ملی حضور دارند و این تعداد در گذشته تنها به دو یا سه استان محدود بود. والیبال نشسته بانوان ایران اگرچه در مسابقات برون مرزی اندکی شرکت کرده و عدد آن به انگشتان دو دست نمی‌رسد، اما موفق شده عناوین مختلفی را به دست آورد. نخستین اعزام به هلند اولین اعزام تیم والیبال نشسته بانوان به سال ۱۳۷۹ و مسابقات هلند بازمی‌گردد و دومین اعزام با یک سال فاصله، مسابقات اسلوونی در سال ۱۳۸۰ بود. در هر دو این مسابقات تیم ملی بانوان ایران به عنوان هشتم دست یافت. سال ۱۳۸۶ (۲۰۰۷ میلادی) مسابقات آسیایی در شانگهای چین برگزار شد که نمایندگان کشورمان موفق شدند اولین نشان برون مرزی خود را به دست آوردند و در جایگاه سوم آسیا ایستادند.
مسابقات جام بین قاره ای در سال ۱۳۸۷ که به میزبانی کشور مصر برگزار شد، چهارمین حضور بانوان در مسابقات برون مرزی بود و اگرچه در این مسابقات به عنوانی بهتر از هفتمی دست نیافتند اما موفق شد مقابل آمریکا، قهرمان جهان، نمایش خوبی داشته باشد. رقابتهای پاراآسیایی گوانگجو در سال ۲۰۱۰، خاطره ای است که بانوان ملی پوش به تلخی از آن یاد می‌کنند. در این مسابقات علیرغم شایستگی تیم ایران، نمایندگان کشورمان در پلی آف مقابل ژاپن شکست خوردند، سوم شدند و از راهیابی به پارالمپیک لندن ۲۰۱۲، بازماندند. پس از این مسابقات، تیم ملی در سال ۱۳۹۰ در قالب تیم باشگاهی فولاد ماهان در رقابتهای باشگاه‌های آسیا به میزبانی چین اعزام شد و به عنوان نایب قهرمانی دست یافت. ایران برای اولین بار در سال ۱۳۹۳ میزبانی مسابقات باشگاه‌های آسیا را بر عهده گرفت و بانوان والیبالیست کشورمان پس از چین عنوان نایب قهرمانی را از آن خود کردند.
پاراآسیایی اینچئون نقطه عطف بانوان
رقابتهای پاراآسیایی اینچئون در سال ۲۰۱۴ نقطه عطفی در تاریخ والیبال نشسته بانوان ایران شناخته می‌شود. ملی پوشان کشورمان در این مسابقات انتقام شکست تلخ خود از تیم ژاپن را گرفتند و با غلبه بر این تیم و کسب عنوان نایب قهرمانی توانستند برای اولین بار مجوز حضور در بزرگ‌ترین رویداد ورزشی معلولان جهان، یعنی پارالمپیک ۲۰۱۶ ریو را به دست آورند.
اکنون تیم ایران با در دست داشتن سهمیه بازی‌های پارالمپیک، خود را برای حضور در دو رویداد مهم آماده می‌کند. یکی مسابقات جام بین قاره ای که اسفند ماه سال جاری به میزبانی چین برگزار می‌شود و دیگری بازیهای پارالمپیک ۲۰۱۶ ریو در برزیل که شهریور ماه سال ۹۵ برگزار می‌شود. توکلی در خصوص آماده‌سازی ملی پوشان می‌گوید: در حال حاضر سومین دوره اردوهای آمادگی را پشت سر می‌گذاریم و تا زمان اعزام به مسابقات بین قاره ای، سه مرحله اردو دیگر در پیش داریم و در مجموع با حمایت هیئت‌های استانی و اسپانسرها توانسته‌ایم برنامه‌های تمرینی مورد نظر را پیاده کنیم. در سال جدید نیز شش مرحله اردو پیش‌بینی شده که هر ماه تا زمان اعزام برگزار می‌شود.
مسابقات جام بین قاره ای برای ایران از اهمیت خاصی برخوردار است. تیم بانوان ایران تاکنون تنها یک بار سابقه حضور در مسابقات جام بین قاره ای را دارد و این فرصت خوبی است تا با روبرو شدن با بهترین‌های دنیا، شرایط خود را محک بزند و به نوعی به خودباوری برسد. در مسابقات جام بین قاره ای تیم‌هایی از اروپا، آسیا، آمریکا و آفریقا حضور دارند و به نوعی این مسابقات شبیه‌سازی بازی‌های پارالمپیک ریو خواهد بود. نایب رئیس انجمن والیبال معلولین در مورد شرایط ملی پوشان گفت: پنجاه درصد از بازیکنان ما زیر ۲۵ سال هستند و این نشان دهنده جوانگرایی و اهمیت به جذب استعدادهای جدید در تیم ملی بوده‌است و امیدواریم با این ترکیب جوان و پویا به بهترین نتیجه‌ها دست یابیم. اکنون بانوان والیبالیست ایرانی با کامی شیرین از کسب سهمیه ورودی پارالمپیک، تلاش می‌کنند تا علیرغم تجربه کمی که به نسبت رقیبان خود دارند، بهترین عملکرد خود را در میدانی بزرگ همانند پارالمپیک به نمایش بگذارند و بدون شک صرف نظر از نتیجه، صرف حضور در بازی‌های پارالمپیک، افتخاری فراموش نشدنی برای ورزش بانوان دارای معلولیت ایران خواهد بود.

## افتخارات
قهرمانی آسیا - ۲ نقره و ۲ برنز
پارا آسیایی - ۲ نقره و ۱ برنز 
مجموع ۴ نقره و ۳ برنز در کل ۷ مدال

## فهرست بازیکنان
| شماره پیراهن | نام             | تاریخ تولد       |
| ------------ | --------------- | ---------------- |
| ۱            | معصومه زارعی    | ۶ خرداد ۱۳۶۰     |
| ۲            | زینب ملکی       | ۱۰ آبان ۱۳۷۱     |
| ۳            | زهرا نجاتی عارف | ۲۷ آبان ۱۳۷۳     |
| ۴            | بتول خلیل‌زاده   | ۲۲ اردیبهشت ۱۳۷۱ |
| ۵            | مهری فلاحی      | ۲۲ تیر ۱۳۷۲      |
| ۶            | سمیرا خالقی     | ۱۰ آبان ۱۳۷۲     |
| ۷            | نسرین فرهادی    | ۱۶ آبان ۱۳۵۴     |
| ۸            | سپیده جمال‌دوست  | ۲۵ دی ۱۳۸۴       |
| ۹            | عشرت کردستانی   | ۱۲ دی ۱۳۶۲       |
| ۱۰           | طیبه جعفری      | ۱ فروردین ۱۳۵۷   |
| ۱۱           | زهرا دانایی     | ۱ شهریور ۱۳۶۲    |
| ۱۲           | زهرا عبدی       | ۲۴ فروردین ۱۳۶۳  |
| ۱۳           | فاطمه جهانی     | ۱۳۸۱             |
| ۱۴           | زهرا لطفی       | دی ۱۳۷۷          |

## مسابقات

### پارالمپیک

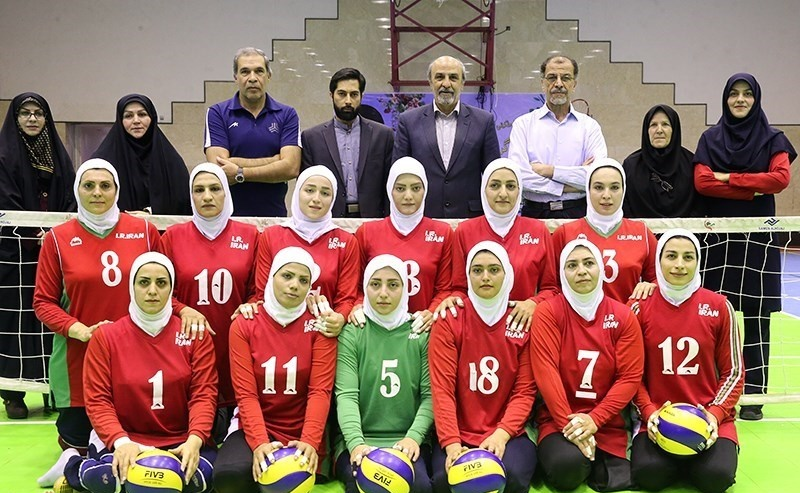
بازیکنان تیم پیش از پارالمپیک ۲۰۱۶

در چهار دوره اول بازی‌های پارالمپیک یعنی از ۱۹۶۰ تا ۱۹۷۲ والیبال نشسته از رشته‌های ورزشی مسابقات نبود. در دوره‌های ۱۹۷۶ تا ۲۰۰۰ هم بخش زنان برگزار نمی شد. اولین حضور ایران در پارالمپیک ۲۰۱۶ بود. 
| سال   | رتبه                     | بازی | برد | باخت | ست برده | ست باخته |
| ----- | ------------------------ | ---- | --- | ---- | ------- | -------- |
| ۲۰۰۴  | حاضر نبود                | –    | –   | –    | –       | –        |
| ۲۰۰۸  | حاضر نبود                | –    | –   | –    | –       | –        |
| ۲۰۱۲  | حاضر نبود                | –    | –   | –    | –       | –        |
| ۲۰۱۶  | پنجم                     | ۴    | ۲   | ۲    | ۶       | ۸        |
| ۲۰۲۰  | سهمیه گرفت ولی اعزام نشد | –    | –   | –    | –       | –        |
| مجموع | ۵/۲                      | ۴    | ۲   | ۲    | ۶       | ۸        |

موفق به کسب سهمیه پارالمپیک ۲۰۲۰ شد ولی به دلیل سیاست های غلط کمیته ملی پارالمپیک ایران اعزام نشد.

### مسابقات جهانی
۲۰۰۶ و ۲۰۱۰ و ۲۰۱۴ اعزام نشد. ۱۹۹۴ هم هنوز تشکیل نشده بود. چهار بار از هشت دوره مسابقات جهانی شرکت کرده است.
1. ۲۰۰۰ هلند - هشتم (از هشت تیم)
2. ۲۰۰۲ اسلوونی - هشتم (از هشت تیم)
3. ۲۰۱۸ هلند - نهم (از شانزده تیم)
4. ۲۰۲۲ بوسنی - نهم (از سیزده تیم)

### بازی‌های پاراآسیایی
| بازی‌های پارآسیایی | بازی‌های پارآسیایی | بازی‌های پارآسیایی | بازی‌های پارآسیایی | بازی‌های پارآسیایی | بازی‌های پارآسیایی | بازی‌های پارآسیایی | بازی‌های پارآسیایی |
| سال               | رتبه              | بازی              | برد               | باخت              | ست برده           | ست باخته          |                   |
| ----------------- | ----------------- | ----------------- | ----------------- | ----------------- | ----------------- | ----------------- | ----------------- |
| ۲۰۱۰              | سوم               | ۶                 | ۴                 | ۲                 | ۱۳                | ۶                 |                   |
| ۲۰۱۴              | نایب‌قهرمان        | ۴                 | ۲                 | ۲                 | -                 | -                 |                   |
| ۲۰۱۸              | نایب‌قهرمان        | ۶                 | ۴                 | ۲                 | ۱۲                | ۷                 |                   |
| ۲۰۲۲              | نایب‌قهرمان        | ۴                 | ۳                 | ۱                 | ۹                 | ۳                 |                   |
| مجموع             | ۳/۳               | ۱۶                | ۱۰                | ۶                 | -                 | -                 |                   |

#### ۲۰۱۴
۱۵ – ۲۵، ۱۸-۲۵، ۷- ۲۵ ایران ۰ - ۳ چین
ایران - کره جنوبی
ایران - مغولستان
۲۵-۵، ۲۵-۲ و ۲۵-۹ ایران ۳ - ۰ سری لانکا
۲۵-۱۷، ۲۵-۱۵، ۱۵-۲۳ ایران ۳ - ۰ ژاپن
ایران ۰ - ۳ چین

### قهرمانی آسیا
1. ۲۰۰۳ ژاپن (غیررسمی) - شرکت نکرد
2. ۲۰۰۷ چین - برنز[۲]
3. ۲۰۱۴ مشهد (انتخابی جهانی و پاراآسیایی) نقره -[۳][۴][۵][۶]
4. ۲۰۱۷ چین - برنز
5. ۲۰۱۹ تایلند به دلیل بی‌پولی فدراسیون معلولان ایران اعزام نشد
6. ۲۰۲۳ قزاقستان - نقره

به گزارش خبرگزاری دانشجویان ایران (ایسنا) و به نقل از فدراسیون جانبازان و معلولان، تیم ملی والیبال نشسته بانوان ایران در اولین بازی خود در مسابقات قهرمانی آسیا ۲۰۱۴ که در سالن سجاد مشهد برگزار شد، در سه ست متوالی و با امتیازهای ۲۵ بر ۱۴، ۲۵ بر ۱۵ و ۲۵ بر ۲۲ مقابل ژاپن به پیروزی رسید. مسابقات والیبال نشسته قهرمانی زنان آسیا با حضور چهار تیم برگزار می شود که تیم های شرکت کننده در دور مقدماتی در دو بازی به مصاف یکدیگر می روند. ملی پوشان ایران عصر امروز در دومین بازی خود در دور مقدماتی از ساعت ۱۵:۳۰ به مصاف مغولستان می روند. 
هدایت بانوان ملی پوش بر عهده فریبا سلیمانی، سرمربی تیم ملی و مریم ایرانمنش ، مربی تیم ملی است و معصومه مهرورز به عنوان سرپرست در کنار تیم حضور دارد. اسامی ملی پوشان حاضر در این مسابقات به شرح زیر اعلام شده است: نسرین فرهادی، طیبه جعفری(چهارمحال و بختیاری)، معصومه زارعی(خراسان رضوی)، سکینه کشوری(لرستان)، زهرا عبدی، سمیرا خالقی (زنجان)، زهرا دانایی (گلستان)، بتول جعفریان (کرمان)، زینب ملکی(اصفهان)، پری مردمیدان(آذربایجان غربی)، مهری فلاحی(گیلان)، رقیه نعمتی(آذربایجان شرقی) رقابت های والیبال نشسته قهرمانی آسیا، انتخابی جهان و پاراآسیایی کره جنوبی، از یکم تا ششم اردیبهشت ماه به میزبانی مشهد مقدس برگزار خواهد شد.

### بین قاره ای
1. ۲۰۰۸ بین قاره ای مصر - هفتم یا هشتم (بین هشت تیم)
2. ۲۰۱۶ بین قاره ای چین - پنجم (بین هفت تیم)

### سوپر سیکس
1. ۲۰۱۷ چین - شرکت نکرد
2. ۲۰۱۸ چین - شرکت نکرد
3. ۲۰۱۹ ژاپن - شرکت نکرد

## نفرات

### قهرمانی آسیا ۲۰۰۷ چین
نفرات تیم اعزامی به مسابقات آسیا -اقیانوسیه (اولین دوره قهرمانی زنان آسیا): رؤیا مداح، اکرم سبکرو (قزوین)، نسرین فرهادی، طیبه جعفری (چهارمحال بختیاری) فاطمه بیگدلی، بهنوش بهروان، مریم قادری، معصومه زارعی (خراسان رضوی)، مهری جبار، صفیه علی قورچی (تهران)، اشرف شجاعی، سکینه سلحشور (لرستان). این مسابقات از ۱۸ تیرماه ۱۳۸۶ در کشور چین برگزار شد.
در این مسابقات تیم‌های ایران، ژاپن، چین، مالزی، کره، استرالیا و مغولستان حضور دارند. کره انصراف داد و مسابقات با حضور شش تیم به صورت دوره ای برگزار شد.
تیم ملی ایران در اولین دیدار خود در مسابقات والیبال نشسته بانوان آسیا و اقیانوسیه به مصاف مغولستان می‌رود. به گزارش ایسنا، تیم ملی والیبال نشسته بانوان ایران دوشنبه وارد شهر شانگهای چین شد تا در مسابقات آسیا، اقیانوسیه که تیم‌های استرالیا، مالزی، ژاپن، چین و مغولستان در آن حضور دارند شرکت کند. تیم والیبال نشسته پس از ورود تا کنون در دو نوبت به تمرین پرداخته و کلاس‌بندی نیز انجام شده‌است. این مسابقات به صورت دوره‌ای برگزار می‌شود که برنامهٔ آن به شرح زیر است: چهارشنبه - ۲۰ تیر ایران - مغولستان؛ ساعت ۱۷ به وقت محلی پنجشنبه ایران - استرالیا؛ ساعت ۱۰ صبح ایران - چین؛ ساعت ۱۷ جمعه ایران - ژاپن؛ ساعت ۱۰ صبح ایران - مالزی؛ ساعت ۱۷
با کسب مقام سوم در مسابقات والیبال نشسته بانوان آسیا و اقیانوسیه - چین، اولین افتخار تیمی ایران توسط بانوان جانباز و معلول رقم خورد. به گزارش خبرگزاری دانشجویان ایران (ایسنا)، تیم ملی والیبال نشسته بانوان ایران که در اولین دورهٔ مسابقات آسیا و اقیانوسیه، در شهر شانگهای چین و با حضور تیم‌های مالزی، ژاپن، مغولستان، استرالیا و چین برگزار شده بود، با کسب سه پیروزی و دو شکست عنوان سومی مسابقات آسیا و اقیانوسیه را به خود اختصاص داد تا اولین افتخار تیمی را برای بانوان ایران به ارمغان آورد. والیبالیست‌های جانباز و معلول ایران در این مسابقات به ترتیب تیم‌های مغولستان، استرالیا و مالزی را با نتیجه سه بر صفر شکست داد و در مقابل چین، میزبان مسابقات و قهرمان جهان بازی را سه بر صفر به حریف واگذار کرد و در آخرین دیدار خود مقابل تیم ژاپن صف‌آرایی کرد که ژاپنی‌ها موفق شدند با نتیجه ۳ بر ۲ پیروز این بازی باشند تا عنوان دومی را به نام خود ثبت کنند. چین نیز عنوان قهرمانی را به دست آورد.
تیم والیبال نشسته معلولان ایران در اولین دیدار با ترکیب رؤیا مداح، معصومه زارعی، مهری جبار، نسرین فرهادی، فاطمه بیدل، طیبه جعفری و اکرم سبکرو مقابل مغولستان قرار گرفت و توانست با نتیجه ۳ بر صفر پیروز شود. ایران گیم اول را به نتیجه ۲۵ بر ۱۹ به اتمام رساند، در گیم دوم ایران بهتر عمل کرد و با حساب ۲۵ بر ۱۲ این گیم را نیز به سود خود به پایان برد و گیم سوم نیز مغول‌ها با حساب ۲۵ بر ۱۷ مقهور قدرت نمایندگان خوب ایران شدند.